# Second Baseman

Der Second Baseman, abgekürzt 2B (dt.: zweiter Basemann) ist eine Feldposition im Baseball. Sie wird von jenem Spieler eingenommen, der auf der Second Base steht. In der offiziellen Baseballnotation ist der Second Baseman die „Nummer 4“.
Der Second Baseman deckt das Zentrum des Infields ab und ist idealerweise ein schneller, mit guten Reflexen ausgestatteter Spieler mit großem Fangradius. Sie leiten oft einen Double Play ein, den sie mit einem Wurf zum First Baseman vollenden. Second Basemen sind fast immer Rechtshänder, da es für Linkshänder schwierig ist, in derselben Bewegung einen Ball aufzunehmen und nach links (d. h. zur ersten Base) zu werfen.